# ويلمر دبليو. تانر
ويلمر دبليو. تانر (بالإنجليزية: Wilmer W. Tanner)‏ هو عالم زواحف وعالم حيوانات أمريكي، ولد في 17 ديسمبر 1909 في فيرفيو في الولايات المتحدة، وتوفي في 28 أكتوبر 2011.